# Treskelbakkeholm
Treskelbakkeholm og de omliggende holme er en lille gruppe lave græsbevoksede øer på omkring 28 hektar. De ligger i Mariager Fjord, i den nordlige del af Ajstrup Bugt, ca. 8 km øst for Hadsund og nord for godset Overgård. De er en del af naturreservat Mariager Fjord, og en del af Natura 2000 område nr. 14 Ålborg Bugt, Randers Fjord og Mariager Fjord og fuglebeskyttelsesområde, med forbud mod færdsel mellem 1 april og 15. juli . Øen og holmene er hjemsted for ynglende måger, terner, ande- og vadefugle, med ynglekolonier af hættemåge, havterne og klyde, og rugende par af strandskade, rødben, gravand og knopsvane. Den er samtidig et område af stor botanisk betydning med de fleste typiske strandengsplanter, men også sjældne arter som Stilket kilebæger (Obione pedumculata) og Tætblomstret hindebæger (Limonium vulgare).

## Eksterne kilder og henvisninger
1. ↑  Reservatfolder Arkiveret 13. januar 2013 hos  Wayback Machine fra Naturstyrelsen

- Treskelbakkeholm – en ø-floraliste med noter